# HongFei Cultures
 (avril 2021).
HongFei Cultures est une maison d'édition interculturelle française spécialisée jeunesse autour de la culture chinoise.

## Histoire
Fondées en 2007 par Loïc Jacob et Chun-Liang Yeh, les éditions HongFei Cultures sont nées d’une intention interculturelle (la rencontre des cultures chinoise et française). Tout d'abord basée à Champs-sur-Marne, la maison est installée à Amboise en région Centre-Val de Loire depuis 2013.

## Signification du nom
La maison tire son nom du mot chinois HongFei 鴻飛  qui signifie « Grand oiseau en vol ». Ce mot est emprunté au poète Su Dongpo (1037-1101) qui, dans l'un de ses textes, compare la vie à un grand oiseau qui vole librement à l’est et à l’ouest en survolant des montagnes enneigées où il laisse des empreintes sans s’y attacher.

## Catalogue
Le catalogue des éditions HongFei Cultures compte une dizaine de titres supplémentaires chaque année. Trois thèmes majeurs y sont présents : le voyage, l'intérêt pour l'inconnu et la relation à l'autre,.

## Quelques auteurs et illustrateurs présents au catalogue
Parmi les auteurs et illustrateurs publiés figurent :
- Géraldine Alibeu
- Pierre Cornuel
- Thierry Dedieu
- Stéphane Girel
- Régis Lejonc
- Véronique Massenot
- Franck Prévot
- Sara
- Zaü

## Prix et distinctions
- Pépite du Salon du livre et de la presse jeunesse 2014, catégorie documentaire : Chine, Scènes de la vie quotidienne de Nicolas Jolivot (texte et illustrations)[5].
- Prix Chen Bochui international 2015 : La ballade de Mulan de Chun-Liang Yeh (texte) et Clémence Pollet (illustrations) [6]
- Prix des Incorruptibles 2016, catégorie CP : Chut de Morgane de Cadier (texte) et Florian Pigé (illustrations) [7]
- Grand Prix du Carnet de voyage de la Fondation Michelin 2018 : Japon, à pied sous les volcans de Nicolas Jolivot [8]
- Prix Landerneau 2020, catégorie album jeunesse : Bulle d'été de Florian Pigé (texte et illustrations) [9]
- Prix Sorcières 2021, catégorie Carrément beau maxi : Nuit étoilée de Jimmy Liao (texte et illustrations)[10].